# 天主教比爾森教區
天主教比爾森教區（拉丁語：Dioecesis Pilznensis）是羅馬天主教在捷克的一個教區。屬布拉格總教區。成立於1993年5月31日。
教區範圍包括比爾森州和卡羅維發利州。2011年，有144,700名教友，估轄區總人口17.4%，有71個堂區、98名司鐸、6名終身執事、43名修士、19名修女。現任教區主教為方濟·拉德科夫斯基。

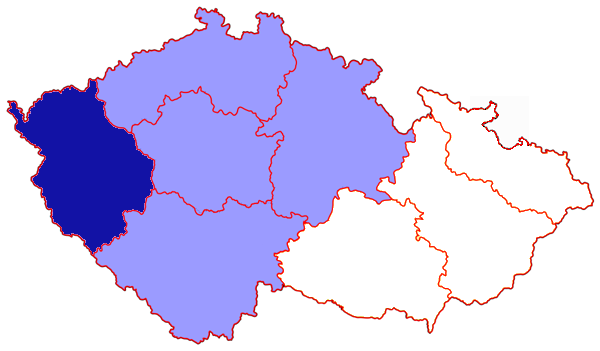
比爾森教區管轄範圍圖